# Бурньич, Тарчизио
Тарчи́зио Бу́рньич (итал. Tarcisio Burgnich; 25 апреля 1939, Руда, Фриули-Венеция-Джулия — 26 мая 2021, Форте-дей-Марми, Тоскана) — итальянский футболист, защитник. Чемпион Европы 1968 года и вице-чемпион мира 1970 года в составе национальной сборной.

## Клубная карьера
После нескольких лет, проведённых в «Удинезе», «Ювентусе» и «Палермо», в 1962 году перешёл в «Интернационале», в котором провёл более 10 сезонов. За «нерадзурри» Бурньич провёл 467 игр, забил 6 мячей. Его агрессивная, силовая игра как нельзя кстати вписалась в систему катеначчо, введенную главным тренером Эленио Эррерой.
Вместе с «Интером» футболист четыре раза выигрывал скудетто, дважды — Кубок чемпионов.

## Карьера в сборной
Вместе с национальной сборной Италии Тарчизио Бурньич выиграл единственный победный для неё Кубок Европы 1968, а также участвовал в трёх подряд (1966, 1970, 1974) чемпионатах мира. Всего же в небесно-голубой футболке он выходил 66 раз.

## Тренерская карьера
По окончании карьеры игрока работал тренером в «Болонье», «Ливорно», «Фодже», «Кремонезе», «Дженоа», «Виченце».

## Достижения
- Чемпион Италии (5): 1960/61, 1962/63, 1964/65, 1965/66, 1970/71
- Обладатель Кубка Италии (1): 1975/76
- Обладатель Кубка чемпионов УЕФА (2): 1963/64, 1964/65
- Обладатель Межконтинентального кубка (2): 1964, 1965
- Обладатель Кубка англо-итальянской лиги (1): 1976
- Чемпион Европы (1): 1968